# 上江洲家住宅
上江洲家住宅是琉球王國久米島按司上江州氏的住宅，位於久米島町816丁目，建於1750年左右，為傳統的琉球式住宅，門票300日元。